# چارلی کرک (بازیکن فوتبال)
چارلی کرک بازیکن فوتبال اهل بریتانیا است.
از باشگاه‌هایی که در آن بازی کرده است می‌توان به باشگاه فوتبال کرو آلکساندرا اشاره کرد.